# Batalla del Guadalquivir
La batalla del Guadalquivir fue una batalla que tuvo lugar entre el ejército cartaginés y el romano cerca de la desembocadura del Guadalquivir, en 206 a. C.
Tras la derrota cartaginesa en la batalla de Ilipa los turdetanos se pasaron en masa al bando romano, Asdrúbal Giscón y Magón Barca se vieron confinados con sus tropas a Gadir, inaccesible a un asalto romano. Terminada la revuelta de Sucro y la revuelta de Indíbil y Mandonio, Escipión el Africano envió a Lucio Marcio Séptimo con un ejército reducido y sin bagajes para aumentar su velocidad, a lo largo del Guadalquivir hasta su desembocadura donde encontró al general cartaginés Hannón que estaba reclutando mercenarios para Magón Barca.

## La batalla
Hannón disponía de 700 jinetes y 6000 infantes, de los cuales unos 4000 serían celtíberos y otros hispanos, y el resto africanos.
Según Apiano, Lucio Marcio Séptimo los atacó y los rodeó en una colina. Los mercenarios enviaron emisarios para negociar con los romanos, y Marcio demandó la entrega de su general Hannón, de los desertores nativos y de los prisioneros que tenían retenidos. Por último les pidió dinero y que bajaran del cerro a la llanura, donde se formalizaría el acuerdo final. Los mercenarios cumplieron todas las condiciones y bajaron del cerro, pero allí Marcio les expuso una condición adicional, la de entregar sus armas antes de poder retirarse a sus ciudades de origen. La indignación se apoderó de los celtíberos, que se negaron a entregar las armas, probablemente temiendo ser exterminados después de hacerlo, y por ello interrumpieron las negociaciones y presentaron batalla. Los mercenarios fueron derrotados en el enfrentamiento resultante, cayendo la mitad allí mismo, aunque su resistencia ocasionó otras tantas bajas a los romanos y esto facilitó que la otra mitad lograse escapar. Estos supervivientes se reunieron con Magón, que los embarcó y se dirigió hacia Gades, aunque sufriendo de pocas provisiones debido al engrosamiento de su flota.
Según Tito Livio, no hubo tales negociaciones. Marcio atacó el campamento cartaginés de improviso y acabó allí con la mayor parte de sus efectivos, persiguiendo a los demás con caballería, de tal modo que Hannón a duras penas logró escapar junto con algunos guardias.

## Consecuencias
Los otros mercenarios que pudieron escapar pudieron retirarse junto a Magón Barca que llegó a la costa al frente de una flota de 60 barcos con los que recogió a los mercenarios huidos.
El territorio cartaginés quedó reducido a la ciudad de Gadir, y Magón Barca embarcó sus últimas fuerzas, consistente en unos pocos miles de hombres y algunos barcos, y recorriendo la costa llegó a Carthago Nova, donde ancló las naves y desembarcó las tropas, pero los romanos rechazaron el ataque en la segunda batalla de Carthago Nova. Magón Barca volvió derrotado a Gadir, donde sus ciudadanos le cerraron las puertas, ya que negociaban con los romanos, con lo que abandonó la ciudad y fue a las Baleares donde pasó el invierno en Portus Magonis, para navegar al año siguiente hacia el norte de Italia para sublevar a los ligures.